# Nokia Ghosthunters 2014
Questa voce raccoglie le informazioni riguardanti i Nokia Ghosthunters nelle competizioni ufficiali della stagione 2014.

## IV-divisioona 2014

### Stagione regolare
| Kiuruvesi 17 maggio 2014 1ª giornata | Rovaniemi Nordmen | 12 – 18 | Nokia Hunters |  |

| Kiuruvesi 17 maggio 2014 1ª giornata | Nokia Hunters | 48 – 0 | Milky City Farmers |  |

| Nokia 14 giugno 2014 3ª giornata | Nokia Hunters | 36 – 0 | Malmi Blaze |  |

| Nokia 14 giugno 2014 3ª giornata | Vaasa Vikings | 18 – 24 | Nokia Hunters |  |

### Playoff
| Rovaniemi 5 luglio 2014, ore 12:00 Semifinale | Nokia Hunters | 50 – 18 | Rovaniemi Nordmen |  |

| Rovaniemi 5 luglio 2014, ore 16:00 Äijämalja | Nokia Hunters | 40 – 6 | Vaasa Vikings |  |

## Statistiche di squadra
| Competizione      | %Vittorie | In casa | In casa | In casa | In casa | In casa | In casa | In trasferta | In trasferta | In trasferta | In trasferta | In trasferta | In trasferta | Totale | Totale | Totale | Totale | Totale | Totale |
| Competizione      | %Vittorie | G       | V       | N       | P       | Pf      | Ps      | G            | V            | N            | P            | Pf           | Ps           | G      | V      | N      | P      | Pf     | Ps     |
| ----------------- | --------- | ------- | ------- | ------- | ------- | ------- | ------- | ------------ | ------------ | ------------ | ------------ | ------------ | ------------ | ------ | ------ | ------ | ------ | ------ | ------ |
| Stagione regolare | 1.000     | 2       | 2       | 0       | 0       | 84      | 0       | 2            | 2            | 0            | 0            | 42           | 30           | 4      | 4      | 0      | 0      | 126    | 30     |
| Playoff           | 1.000     | 2       | 2       | 0       | 0       | 90      | 24      | 0            | 0            | 0            | 0            | 0            | 0            | 2      | 2      | 0      | 0      | 90     | 24     |
| Totale            | 1.000     | 4       | 4       | 0       | 0       | 174     | 24      | 2            | 2            | 0            | 0            | 42           | 30           | 6      | 6      | 0      | 0      | 216    | 54     |